# Ereteken voor Inlichtingenwerk
Het Ereteken voor Inlichtingenwerk, (Russisch: Почетный знак «За службу в разведке»), werd op 14 augustus 1990 ingesteld als een ministeriële onderscheiding van de Sovjet-Unie. De stervormige onderscheiding werd aan de meest onderscheiden spionnen ("agenten") van het Eerste Hoofddirectoraat van de KGB, de spionagedienst van de Sovjet-Unie, uitgereikt bij gelegenheid van het 70-jarig bestaan van de dienst.
Aan het bezit van deze onderscheiding waren voorrechten verbonden. Men ontving een eenmalige gratificatie en had recht op een voorkeursbehandeling bij het toewijzen van huizen, datsja's, vakanties en kuren.
De onderscheiding werd na het uiteenvallen van de Sovjet-Unie op 25 december 1991 overgenomen door de Russische Federatie.

## Het versiersel
Het ereteken is een op de borst gespelde vijfpuntige ster. De ster is gelijk aan die in het wapen van de spionagedienst, met daarachter een in mat zilverkleurig metaal uitgevoerd schild en een zwaard. Centraal op de glanzende zilverkleurige vijfpuntige ster is een medaillon met een rode ring aangebracht met de woorden "«За службу в разведке»" en "ПГУ" (na 1993 werd dat "СВР"). In het medaillon is binnen een krans van laurierbladen en eikenblad de aarde (de westelijke hemisfeer) afgebeeld. In het versiersel is, geheel in de stijl van de Socialistische orden en de heraldiek van de Sovjet-Unie ook een rode ster afgebeeld.
De symboliek verwijst naar het motto van de KGB: "ZWAARD EN SCHILD VAN DE PARTIJ" en daarmee van het communisme.
Op keerzijde van het 48 millimeter hoge en 35 millimeter brede versiersel is ruimte voor een serienummer en de opdracht "За службу в разведке".